# 徐樹銘
徐树铭（1824年—1900年），字寿蘅，湖南省長沙府長沙縣（今屬長沙市）人。清朝後期政治人物、翰林。

## 生平
徐树铭于道光二十七年（1847年）中丁未科进士，选庶吉士，散馆授编修。咸丰元年（1851年）任四川乡试副考官。咸丰二年（1852年），任山东学政。迁中允，累迁内阁学士。咸丰七年（1857年）授兵部右侍郎。次年督学福建，典试兴、泉。调停莆田、同安吕、黄二氏械斗。任满后请求归养。同治五年（1866年），被重新起用，代理礼部左侍郎。次年，督浙江学政，因荐举已遭罢职的俞樾而被追究，谪迁太常寺少卿。
光绪元年（1875年），任鸿胪寺卿，因父丧丁忧停职。守丧结束，授通政司副使。光绪十年（1884年），晋太常寺卿。任内永定河决口，树铭奉命勘察。中法战争期间，因海路被阻，上疏请漕粮重新改归河运，敕命直隶总督治南运河。光绪十二年（1886年），补为左副都御史。光绪十五年（1889年），授工部右侍郎。光绪十七年（1891年），充顺天乡试副考官，光绪二十二年（1892年）充经筵讲官，次年光绪二十三年（1893年）任浙江乡试正考官，迁左都御史。上疏请行蚕政。光绪二十五年（1899年），官拜工部尚书。次年，义和团事起，病卒。《清史稿》有传。

## 著作
徐树铭自幼聪颖，曾问学於何桂珍、曾国藩、倭仁、唐鉴等人。平生无私蓄，惟喜好收藏钟鼎书画，藏书数十万卷，至耄耋之年仍嗜读书。工诗，著有《澂园诗集》。

## 延伸阅读
[在维基数据编辑]
 在维基文库阅读此作者作品（ 在维基共享资源阅览影像）
 《清史稿·卷442》，出自趙爾巽《清史稿》